# Cécile Breccia
Cécile Breccia (...) è un'attrice francese.

## Filmografia parziale
- Le colline hanno gli occhi 2 (The Hills Have Eyes 2), regia di Martin Weisz (2007)
- 99 francs, regia di Jan Kounen (2007)
- Starship Troopers 3 - L'arma segreta (Starship Troopers 3: Marauder), regia di Edward Neumeier (2008)
- Cliente, regia di Josiane Balasko (2008)
- Il missionario (Le Missionnaire), regia di Roger Delattre (2009)